# Georg Groddeck
Georg Groddeck (Bad Kösen, Alemania, 13 de octubre de 1866 – Knonau, cerca de Zúrich, 10 de junio de 1934) fue un médico y escritor considerado el pionero de la medicina psicosomática.

## Método
"Aquel que llega a la conclusión de que yo medico mentalmente a un humano que se rompió la pierna tiene razón - pero ajusto la fractura y protejo la herida. Y entonces le doy un masaje, hago ejercicios con él, le doy a la pierna baños diarios con agua a 45 °C por media hora y cuido que no se inflame ni supure, y cada tanto le pregunto: ¿por qué se rompió la pierna, “usted mismo”?"
Con estos y otros métodos, el médico Georg Groddeck, que ejerció en Baden-Baden
y era un adelantado en la medicina psicosomática, sorprendió a sus numerosos oyentes y lectores. Su terapia conecta el tratamiento de naturopatía con elementos psicoanalíticos, de sugestión e hipnóticos. Su baño de pie y brazo, masajes y cocina dietética son aún practicadas, aunque la audaz doctrina de la salvación, donde él agredía a sus pacientes, es necesariamente bastante autoritaria, y un acercamiento más reservado sería considerado más apropiado hoy en día. Dijo que “el proveer obediencia es la fundación del arte médico”.

## Asociación con Sigmund Freud y el psicoanálisis
En su introducción a la versión en inglés de su libro El libro del ello (1923), Lawrence Durrell comenta que Groddeck es usualmente malentendido por los discípulos ortodoxos de Sigmund Freud. Él mismo dice que “Groddeck fue el único analista cuyos puntos de vista tuvieron algún efecto en Freud” y "aunque acepta y emplea mucho de las herramientas del maestro, está separado para siempre de Freud por una concepción completamente diferente de la constitución y funcionamiento de la psiquis humana."
Freud menciona a Groddeck en su libro El yo y el ello, dándole crédito por darle un nombre a lo que Freud ya había dado una habitación local, es decir, el ello.

Ahora pienso que ganaríamos mucho en seguir los consejos de un escritor que, por motivos personales, en vano asegura que no tiene nada que ver con el rigor de la ciencia pura. Estoy hablando de Georg Groddeck, que nunca se cansa de insistir que lo que llamamos nuestro yo se comporta, esencialmente, de forma pasiva en la vida, esto es, como él lo expresa, que somos "vividos" por fuerzas desconocidas e incontrolables. Todos hemos tenido impresiones de esa naturaleza, incluso aunque no nos hayan abrumado hasta la exclusión de todos los otros, y no dudamos en encontrarle un lugar para el descubrimiento de Groddeck en la estructura de la ciencia. Propongo tomarlo en cuenta llamándolo una entidad que empieza del sistema "Pcpt." y comienza por ser "Pcs." el "yo", y siguiendo a Groddeck al llamar a la otra parte de la mente, donde esta entidad se extiende y se comporta como si fuera "Ucs.", el "ello".
Freud 1927/1961, 13.

En contraste con Freud, Groddeck fue al principio asociado al tratamiento de pacientes con enfermedades crónicas. Groddeck es considerado por muchos como el fundador de la medicina psicosomática. Sus reservas en oposición a la ciencia estricta y la medicina ortodoxa lo dejaron marginado dentro de los psicoanalistas hasta la actualidad.

## Publicaciones
In 1902 publicó su primer libro, Ein Frauenproblem, dedicado a su esposa; en 1909 fue publicado el libro Hin zu Gottnatur.
En 1913 publicó Nasamecu abreviación de la frase latina "Natura sana, medicus curat." En él, Groddeck ofrece su interpretación de lo que les pasa a los huesos, músculos, la importancia de la comida, habla sobre la circulación de la sangre, los ojos, todo el cuerpo humano y lo que le pasa a este cuerpo cuando obedece las órdenes del ello (inconsciente). De acuerdo a estas órdenes, una persona se hace “saludable” o “enferma”.
En 1919 Groddeck publicó su primera novela psicoanalítica Thomas Weltlein, la cual fue luego publicada en inglés como El buscador de almas. Probablemente mejor que otros escritos, describe la personalidad y genio del autor. Luego de leerlo, Freud recomendó a Groddeck a la Asociación Psicoanalítica de Berlín.
En 1923 publicó El libro del ello, un inusual trabajo en el que cada capítulo está escrito en forma de una carta a una amiga nombrada como “mi querida”.
Autor
- Die Frau. In: Der Volkserzieher 13 (18): 137-142. 1909.

- Nasamecu. Der gesunde und kranke Mensch gemeinverständlich dargestellt. Hirzel, Leipzig 1913.

- Psychische Bedingtheit und psychoanalytische Behandlung organischer Leiden. Hirzel, Leipzig 1917.

- Der Seelensucher. Ein psychoanalytischer Roman. Internationaler Psychoanalytischer Verlag, Leipzig/Viena/Zúrich 1921.

- Das Buch vom Es. Psychoanalytische Briefe an eine Freundin. Internationaler Psychoanalytischer Verlag, Leipzig/Viena/Zúrich 1923.
  - Neuedition: Das Buch vom Es. Psychoanalytische Briefe an eine Freundin. 2 v. V. 1: Textband. V. 2: Manuskriptedition, Materialien u. Briefe. Ed. de Samuel Müller en Verbindung con Wolfram Groddeck. Stroemfeld, Frankfurt am Main 2004 ISBN 3-87877-832-5

- Der Mensch als Symbol. Unmaßgebliche Meinungen über Sprache und Kunst. Internationaler Psychoanalytischer Verlag, Viena 1933.
- Ein Kind der Erde, novela. Ed. de Galina Hristeva. Stroemfeld, Frankfurt am Main 2010 ISBN 978-3-86600-065-0

Correspondencia
- Sándor Ferenczi − Georg Groddeck. Briefwechsel 1921 - 1933. Fischer, Frankfurt am Main 1986 ISBN 3-596-26786-2
- Georg Groddeck − Sigmund Freud. Briefwechsel. Stroemfeld, Frankfurt am Main und Basel 2008 ISBN 978-3-86600-029-2

## Últimos años
Llegando al final de su vida, muchos colegas y admiradores le pidieron a Groddeck formar una sociedad que promoviera sus ideas. Ante estas peticiones, él rio y contestó:

A los discípulos les gusta que su maestro no pierda el foco, mientras que yo pienso que es un tonto cualquiera que quiere que mañana diga lo mismo que ayer. Si realmente quiere ser mi seguidor, mire su vida por usted mismo, y dígale al mundo, honestamente, lo que ve.

En una charla llamada Quién es quien sabe que no hay yo? el filósofo zen Alan Watts dijo que cuando la gente fuera a Groddeck por análisis, él le daría masajes, y cuando la gente fuera por masajes él le daría análisis. “Éra un hombre completamente maravilloso, todos se sentían muy tranquilizados por él. Sentían una atmósfera de fe implícita en la naturaleza y específicamente en la naturaleza interior. No importa cuál, hay una sabiduría dentro que parecerá absurda, pero en la cual tiene que confiar” Watts menciona que Herman Kaiserling, el filósofo lituano, dijo que nadie lo hizo recordar tanto a Lao Tse como Groddeck.